# Ernst Engel
Ernst Engel   (Dresden, 26 de març de 1821 - Serkowitz, 8 de desembre de 1897) va ser un estadístic i economista alemany, famós per la corba d'Engel i la llei d'Engel.

## Biografia
Ernst va néixer a Dresden el 1821. Va estudiar a la Universitat de Mineria i Tecnologia de Freiberg a Saxònia, i en acabar el seu currículum va viatjar a Alemanya i França.
Immediatament després de la revolució de 1848, Engel va ser adscrit a la comissió reial de Saxònia designada per determinar les relacions entre comerç i treball. El 1850, el govern li va ordenar que col·laborés en l'organització de l'Exposició Industrial alemanya de Leipzig (la primera d'aquest tipus). Els seus esforços van tenir tant d'èxit que, el 1854, va ser induït a entrar al servei governamental, com a cap del novament instituït departament d'estadística. Tanmateix, es va retirar de l'oficina el 1858. Va fundar a Dresden la primera Societat d'Assegurances Hipotecàries (Hypotheken-Versicherungsgesellschaft), i com a resultat de l'èxit del seu treball, va ser convocat el 1860 a Berlín com a director del departament d'estadística, en successió de Karl Friedrich Wilhelm Dieterici. A la seva nova oficina, es va fer un nom de reputació mundial. Elevat al rang de Geheimer Regierungsrat, es va retirar el 1882 i va viure d'ara endavant a Serkowitz, avui part de Radebeul prop de Dresden, on va morir el 1896. Les seves investigacions sobre la condició social de les classes treballadores foren molt remarcades.

## Obres
Engel va ser un escriptor voluminós sobre els temes amb què el seu nom està relacionat, però els seus articles estadístics es publiquen majoritàriament a les publicacions periòdiques que ell mateix va establir, Preuss. Statistik (el 1861); Zeitschrift des Königlichen Preußischen Statistischen Bureaus, i Zeitschrift des Statistischen Bureaus des Königreichs Sachsen. Entre les seves obres hi havia Die Methoden der Volkszählung ("Mètodes de cens", 1861), Die Volkszählungen, ihre Stellung zur Wissenschaft und ihre Aufgabe in der Geschichte ("Els censos, el seu lloc en la ciència i el seu paper en la història", 1862), Land und Leute, des Preussischen Staates ("La terra i el poble prussians", 1863) i Das Zeitalter des Dampfes ("L'era del vapor", 1881).